# Epidendrum erectum
Epidendrum erectum är en orkidéart som beskrevs av Friedrich Gustav Brieger och Hamilton Dias Bicalho. Epidendrum erectum ingår i släktet Epidendrum och familjen orkidéer. Inga underarter finns listade i Catalogue of Life.